# Лохаджанг
Лохаджанг (бенг. লৌহজং, англ. Lohajang) — город в центральной части Бангладеш, административный центр одноимённого подокруга. Площадь города равна 3,82 км². По данным переписи 2001 года, в городе проживало 11 683 человека, из которых мужчины составляли 52,24 %, женщины — соответственно 47,76 %. Уровень грамотности населения составлял 43 % (при среднем по Бангладеш показателе 43,1 %). 